# Ellersdorfer Wasser
Das Ellersdorfer Wasser, auch Ellersdorfer Bach, ist ein rechtsseitiger Zufluss der oberen Spree in Sohland an der Spree im sächsischen Landkreis Bautzen mit einer Länge von ca. 2,2 Kilometern.

## Beschreibung
Das Ellersdorfer Wasser entspringt am Südfuß der Kälbersteine (487 m) im oberen Teil von Ellersdorf. Sein größtenteils verrohrter Oberlauf führt mit südlicher Richtung durch Ellersdorf und speist dabei einige kleine Teiche. Beim ehemaligen Jägerhof wendet sich der Bach nach Westen und fließt nördlich am Schloßberg (323 m) in den Stausee Sohland, wo ihm der Auenbach einmündet. Den Stausee verlässt der Bach durch eine Rohrleitung DN 500 und mündet bei Altscheidenbach in die Spree. 

## Geschichte
Ursprünglich mündete das Ellersdorfer Wasser am Fuße der Sohlander Burg in die Spree. Zwischen 1937 und 1941 wurde die Spree unterhalb der Mündung angestaut, so dass der Bach im Stausee mündete. Im Zuge der Umgestaltung des Stausees Sohland wurde dieser zwischen 2001 und 2004 von der Spree abgetrennt, so dass er nun hauptsächlich vom Ellersdorfer Wasser und Auenbach gespeist wird. Zugleich erfolgte die Offenlegung und Renaturierung der Bachauen des Ellersdorfer Wasser zwischen Ellersdorf und der Gaststätte „Am Stausee“.
Das durch einen langanhaltenden Starkregen ausgelöste Jahrhunderthochwasser vom 7. August 2010 ließ den Bach stark anschwellen.
Im Sommer 2011 begann die Beseitigung der Flutschäden.